# عبد الله بن الحارث البصري
عبد الله بن الحارث البصري أبو الوليد البصري، نسيب محمد بن سيرين، وهو والد يوسف بن عبد الله بن الحارث البصري. تابعي، وراوي حديث نبوي من الثقات من أهل البصرة. روى له الجماعة أصحاب الكتب الستة.

## روايته للحديث النبوي
- روى عن: النَّبِي مُرْسلاً: وأفلح مولى أبي أيوب الأنصاري، وأنس بن مالك، وخوات بْن جُبَيْر، وزيد بن أرقم، وعبد الله بن عباس، وعبد الله بن عمر بن الخطاب، وأبي هريرة، وعائشة بنت أبي بكر.
- روى عنه: أيوب السختياني، وخالد الحذاء، وطريف أَبُو سُفْيَان السعدي، وعاصم الأحول، وعبد الحميد صاحب الزيادي، وأبو غفار المثنى بن سَعِيد الطائي، والمنهال بْن عَمْرو الأسدي، ويحيى بن أبي إسحاق الحضرمي، وابنه يوسف بن عبد الله بن الحارث البصري، وأَبُو تميمة الهجيمي.[1]
- الجرح والتعديل: ذكره ابن حبان في كتاب الثقات، قال أبو زرعة الرازي، والنسائي: «ثقة». وَقَال أبو حاتم الرازي: «يُكتب حديثه». روى له الجماعة.[1]